# Граф Дартмут
Граф Дартмут (англ. Earl of Dartmouth) — наследственный титул в системе Пэрства Великобритании.

## История
Титул был создан 5 сентября 1711 года для Уильяма Легга, 2-го барона Дартмута (1672—1750). Семья Легг происходила от Эдварда Легга, вице-президента Манстера. Его старший сын Уильям Легг (1608—1670) служил офицером в роялистской армии и был ближайшим соратником принца Руперта Пфальцского. После реставрации Стюартов король Карл II предложил Уильяму Леггу графский титул, но последний отказался. Его старший сын Джордж Легг (1647—1691) был видным британским флотоводцем. В 1682 году он стал пэром Англии, получив титул барона Дартмута из Дартмута в графстве Девон. Его сын, вышеупомянутый Уильям Легг, 2-й барон Дармут, занимал посты государственного секретаря Южного Департамента (1710—1713) и лорда-хранителя Малой печати (1713—1714). В 1711 году для него были созданы титулы виконта Луишема в графстве Кент и графа Дартмута (Пэрство Великобритании). Ему наследовал его внук, Уильям Легг, 2-й граф Дартмут (1731—1801). Он был единственным сыном Джорджа Легга, виконта Луишема (ум. 1732), старшего сына 1-го графа Дартмута, который умер раньше своего отца. 2-й граф также был влиятельным политиком, занимал посты министра колоний (1772—1775), первого лорда по торговле (1765—1766, 1772—1775), лорда-хранителя малой печати (1775—1782) и лорда-стюарда (1783). Дартмутский колледж в Хановере, один из членов Американской Лиги плюща, был назван в честь 2-го графа Дартмута.
Его старший сын, Джордж Легг, 3-й граф Дартмут (1755—1810), в июне 1801 года получил титул барона Дартмута, а в июле того же года стал преемником своего отца в графстве. Лорд Дартмут занимал председателя Совета управления (1801—1802), лорда-стюарда (1802—1804), лорда-камергера (1804—1810) и лорда-хранителя рудников (1783—1798). Его преемником стал старший сын, Уильям Легг, 4-й граф Дартмут (1784—1853). Он кратко представлял Мирборн Порт в Палате общин Великобритании (1810) перед наследование графского титула. Его единственный сын от первого брака, Уильям Легг, 5-й граф (1823—1891), был консервативным политиком, заседал в Палате общин от Южного Стаффордшира (1849—1853), занимал пост лорда-лейтенанта графства Стаффордшир (1887—1891). Его старший сын, Уильям Легг, 6-й граф (1851—1936), также был консервативным политиком, дважды занимал должность вице-камергера королевского двора (1885—1886, 1886—1891). Его преемником стал старший сын, Уильям Легг, 7-й граф Дартмут (1881—1958). В 1905 году он женился на Леди Руперте Уинн-Каррингтон, дочери Роберта Винна-Каррингтона, 1-го маркиза Линкольшира. В 1928 году после смерти своего тестя Уильям Легг, 7-й граф Дартмут, исполнял обязанности лорда великого камергера с 1928 по 1936 год. Его единственный сын Уильям Легг, виконт Луишем (1913—1942), погиб в битве при Эль-Аламейне в 1942 году. В 1958 году графский титул унаследовал Хамфри Легг, 8-й граф Дартмут (1888—1962), младший брат 7-го графа.
По состоянию на 2024 год, обладателем графского титула являлся его внук, 10-й граф Дартмут (род. 1949), который наследовал своем отцу в 1997 году. Лорд Дартмут — член Европейского парламента от Партии независимости Соединённого Королевства с 2009 года.

## Известные представителя семьи Легг
- Достопочтенный Генри Билсон-Легг[англ.] (1708—1764), четвертый сын 1-го графа Дартмута, британский политик, трижды занимал пост канцлера казначейства (1754—1755, 1756—1757, 1757—1761);
- Сэр Артур Кайе Легг[англ.] (1766—1835), шестой сын 2-го графа Дартмута, адмирал королевского флота;
- Достопочтенный Эдвард Легг (1767—1827), седьмой сын 2-го графа, епископ Оксфордский[англ.] (1816—1827);
- Достопочтенный Хенейдж Легг (1788—1844), второй сын 3-го графа, депутат Палаты общин от Банбери (1819—1826);
- Артур Легг (1800—1890), четвертый сын 3-го графа Дартмута, генерал британской армии и член Палаты общин от Банбери (1826—1830);
- Достопочтенный Огастес Легг[англ.] (1839—1913), пятый сын 4-го графа Дартмута, епископ Личфилдский[англ.] (1891—1913);
- Достопочтенный Хенейдж Легг (1845—1911), шестой сын 4-го графа Дартмута, члена Палаты общин от Венстминстер Сент-Джорджс[англ.] (1900—1906).

Родовая резиденция — Блэкели-хаус, возле Марсдена в графстве Уэст-Йоркшир. Также им принадлежит Сэндвелл Холл в долине Сэндвелл и Петшулл Холл возле Пэттингэма в графстве Стаффордшир. Легги также владеют Дартмут-парком в Лондоне.

## Бароны Дартмут (1682)
- 1682—1691: Джордж Легг, 1-й барон Дартмут (ок. 1647 — 25 октября 1691), старший сын полковника Уильяма Легга (1608—1670) и Элизабет Вашингтон (ок. 1616—1688);
- 1691—1750: Уильям Легг, 2-й барон Дартмут (14 октября 1672 — 15 декабря 1750), единственный сын предыдущего, граф Дартмут с 1711 года.

## Графы Дартмут (1711)
- 1711—1750: Уильям Легг, 1-й граф Дартмут (14 октября 1672 — 15 декабря 1750), единственный сын 1-го барона Дартмута;
- 1750—1801: Уильям Легг, 2-й граф Дартмут (20 июля 1731 — 15 июня 1801), сын Джорджа Легга, виконта Луишема (ум. 1732) и внук 1-го графа Дартмута;
- 1802—1810: Джордж Легг, 3-й граф Дартмут (3 октября 1755 — 10 ноября 1810), старший сын предыдущего;
- 1810—1853: Уильям Легг, 4-й граф Дартмут (29 ноября 1784 — 22 ноября 1853), старший сын предыдущего;
- 1853—1891: Уильям Уолтер Легг, 5-й граф Дартмут (12 августа 1823 — 4 августа 1891), сын предыдущего;
- 1891—1936: Уильям Хенейдж Легг, 6-й граф Дартмут (6 мая 1851 — 11 марта 1936), старший сын предыдущего;
- 1936—1658: Уильям Легг, 7-й граф Дартмут (22 февраля 1881 — 28 февраля 1958), старший сын предыдущего;
- 1958—1962: Хамфри Легг, 8-й граф Дартмут (14 марта 1888 — 16 октября 1962), младший брат предыдущего;
- 1962—1997: Джеральд Хамфри Легг, 9-й граф Дартмут (26 апреля 1924 — 14 декабря 1997), единственный сын предыдущего;
- 1997 — настоящее время: Уильям Легг, 10-й граф Дартмут (род. 23 сентября 1949), старший сын предыдущего;
  - Наследник: достопочтенный Руперт Легг (род. 1 января 1951), младший брат предыдущего;
    - Второй наследник: Эдвард Перегрин Легг (род. 1986), единственный сын предыдущего.